# 地下鉄のザジ (映画)
『地下鉄のザジ』（ちかてつのザジ、仏：Zazie dans le métro）は、1960年制作のフランス映画。フランスの詩人・小説家であるレーモン・クノーによる1959年発表の同名小説を原作としている。

## 概説
映画はルイ・マル監督のコメディ映画。フランス映画のヌーヴェルヴァーグ運動の先駆けとなった。ストライキで地下鉄が運行していないパリを舞台に、少女ザジが町をさまよう様子をシュルレアリスム的でスラップスティックな表現で描いているバーレスク映画。
2009年9月より、完全修復ニュープリント版で全国順次で単館上映される事になった。配給元はザジフィルムズ。

## 物語
地下鉄に乗るのを楽しみに地方から出てきた10歳の少女ザジが、2日間パリに住む親戚のガブリエルおじさんに預けられる。ザジはおじさんの元を抜け出し、地下鉄のストライキで混乱するパリの町を冒険するが…。

## キャスト
| 役名               | 俳優                       | 日本語吹替   | 日本語吹替   |
| 役名               | 俳優                       | フジテレビ版 | 読売テレビ版 |
| ------------------ | -------------------------- | ------------ | ------------ |
| ザジ               | カトリーヌ・ドモンジョ     | 芳賀蓉子     | 渕崎ゆり子   |
| ガブリエルおじさん | フィリップ・ノワレ         | 小松方正     | 小林修       |
| アルベルティーヌ   | カルラ・マルリエ           |              | 勝生真沙子   |
| トルースカイヨン   | ヴィットリオ・カプリオーリ |              | 緒方賢一     |
| トゥランド         | ユベール・デシャン         | 前沢迪雄     | 池田勝       |
| マド               | アニー・フラテリーニ       |              | 小宮和枝     |
| シャルル           | アントワーヌ・ロブロ       |              | 広瀬正志     |
| グレド             | ジャック・デュフィロ       |              |              |
| ムアック未亡人     | イヴォンヌ・クレシュ       |              | 太田淑子     |
| フェドール         | ニコラ・バタイユ           |              |              |
| ザジのお母さん     | オデット・ピケ             |              | 鈴木れい子   |

- フジテレビ版：初回放送 1963年12月29日『テレビ名画座』
- 読売テレビ版：初回放送 1985年 ※ノーカット・KADOKAWAから発売のDVD、BDに収録。

## 関連
原田知世の『バースデイ・アルバム』（1983年）に大貫妙子作詞・作曲の「地下鉄のザジ（Zazie dans le métro）」が収録、後にセルフカバーされている。
映画『地下鉄のザジ』撮影中に、エッフェル塔から投身自殺した人物がおり、映画をスロー再生すれば、足を確認することができる。